# Jup Weber
Joseph (Jup) Weber (ur. 15 czerwca 1950 w Luksemburgu, zm. 8 października 2021) – luksemburski polityk, parlamentarzysta krajowy, poseł do Parlamentu Europejskiego IV kadencji.

## Życiorys
Ukończył nauki leśne na wiedeńskim Universität für Bodenkultur Wien. Działał w partii Zielonych. Od 1984 do 1994 był członkiem Izby Deputowanych. W latach 1994–1999 sprawował mandat eurodeputowanego. Zasiadał początkowo w Grupie Zielonych, jednak w trakcie kadencji przeszedł do frakcji Europejskiego Sojuszu Radykalnego. Wystąpił też ze swojego ugrupowania, powołując partię Gréng a Liberal Allianz, która po porażkach w wyborach krajowych i europejskich w 1999 została rozwiązana.
Odznaczony Komandorią Orderu Zasługi Wielkiego Księstwa Luksemburga (1999).